# Резја
Резја (итал. Resia) је насеље у Италији у округу Удине, региону Фурланија-Јулијска крајина.
Према процени из 2011. у насељу је живело 125 становника. Насеље се налази на надморској висини од 466 м.

## Становништво
| 1936. | 1951. | 1961. | 1971. | 1981. | 1991. | 2001. | 2011. |
| ----- | ----- | ----- | ----- | ----- | ----- | ----- | ----- |
| 2.994 | 3.350 | 2.830 | 1.805 | 1.547 | 1.318 | 1.285 | 1.064 |